# Foneria tipogràfica
Una foneria tipogràfica (en anglès type foundry) és una empresa que produeix o distribueix famílies tipogràfiques formades per conjunts de fonts que formen una col·lecció amb un disseny comú. Originàriament, aquestes empreses, com per exemple Linotype, Monotype o Neufville, produïen i comercialitzaven tipus en metall i fusta, així com matrius per a màquines d'escriure. Avui dia, a causa de l'obsolescència d'aquests processos mecànics, es recorre als tipus de lletra digitals, creats per tipògrafs i dissenyadors de tipografies, els quals poden ser independents o freelance de la pròpia empresa dissenyadora. Aquestes empreses, normalment també creen tipus de lletres per encàrrec o personalitzats.

## Grans empreses
- Adobe Systems
- American Type Founders
- Ascender Corporation
- Berthold
- Bitstream Inc
- Dalton Maag
- Elsner+Flake
- Font Bureau
- FontFont
- House Industries
- International typeface Corporation (ITC)
- Linotype
- Monotype Corporation
- Paratype
- T26
- URW++
- URW